# Plebiscit v Soproni

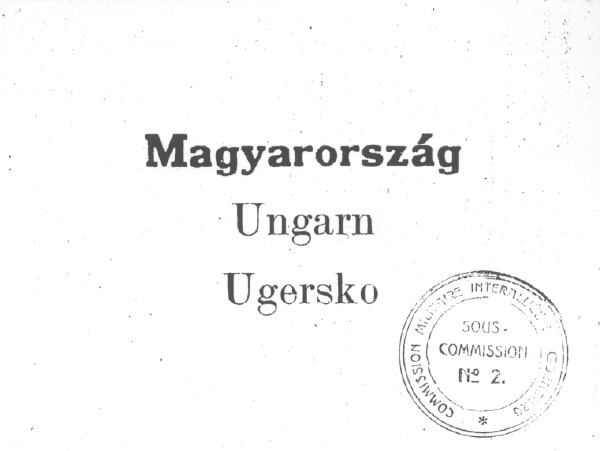
Dobový hlasovací lístek PRO Maďarsko v maďarském, německém a chorvatském jazyce

Plebiscit v Soproni, maďarsky Soproni népszavazás, který se konal mezi 14. a 16. prosincem 1921 ve městě Sopron a osmi obcích v jeho blízkém okolí v západní části dnešního Maďarska, byl ojedinělým případem lidového hlasování po podpisu Trianonské mírové smlouvy, kdy mohli obyvatelé svobodně rozhodnout, zdali se území o rozloze 257 km² stane součástí Maďarska (východ, župa Győr-Moson-Sopron), nebo Rakouska (západ, spolková země Burgenland). O události pojednává i historický román És mégis élünk (A přesto žijeme), který roku 1936 napsal maďarský spisovatel Gyula Somogyváry. 

## Oblast plebiscitu
| Maďarsky                | Německy                | Chorvatsky | Počet obyvatel 1910 | Maďaři | Maďaři | Němci  | Němci | Chorvati | Chorvati | Počet obyvatel a národnostní složení 20111 (Maďaři / Němci / Chorvati) |
| Maďarsky                | Německy                | Chorvatsky | Počet obyvatel 1910 | Počet  | v %    | Počet  | v %   | Počet    | v %      | Počet obyvatel a národnostní složení 20111 (Maďaři / Němci / Chorvati) |
| ----------------------- | ---------------------- | ---------- | ------------------- | ------ | ------ | ------ | ----- | -------- | -------- | ---------------------------------------------------------------------- |
| Ágfalva                 | Agendorf               | Agendrof   | 1 922               | 85     | 4,4    | 1 830  | 95,2  | 2        | 0,0      | 2 147 ( 89,1 % / 17 % / 0,6 %)                                         |
| Balf2                   | Wolfs (Sankt Wolfgang) | -          | 1 393               | 208    | 14,9   | 1 161  | 83,3  | 4        | 0,0      | součást Šoproně                                                        |
| Fertőboz                | Holling                | -          | 518                 | 26     | 5,0    | 490    | 94,5  | 2        | 0,0      | 310 (95,2 % / 12,2 % / 0,3%)                                           |
| Fertőrákos              | Kroisbach              | Krojspuh   | 2 980               | 150    | 5,0    | 2 766  | 92,8  | 4        | 0,0      | 2 260 (77,1 % / 11,0 % / 0,2 %)                                        |
| Harka                   | Harkau                 | Horka      | 1 062               | 26     | 2,4    | 1 031  | 97,1  | 5        | 0,0      | 2 003 (89% / 5,8 % / 0,5%)                                             |
| Kópháza                 | Kohlenhof              | Koljnof    | 1 855               | 44     | 2,4    | 38     | 2,1   | 1 773    | 95,6     | 2 081 ( 35 % / 5 % / 60 %)                                             |
| Nagycenk                | Großzinkendorf         | Cinka      | 1 740               | 1 625  | 93,4   | 97     | 5,6   | 7        | 0,0      | 2 003 (88 % / 3,3 % / 0,7 %)                                           |
| Sopron (Brennbergbánya) | Ödenburg (+ Brennberg) | Šopron     | 33 932              | 15 022 | 44,3   | 17 318 | 51,0  | 781      | 2,3      | 61 780 (85 % / 5,7 % / 0,6 %)                                          |
| Sopronbánfalva3         | Wandorf                | -          | 2 789               | 205    | 7,4    | 2 570  | 92,1  | 5        | 0,0      | součást Šoproně                                                        |

1 : Při sčítání obyvatel nebylo nutností vyplnit národnost a bylo povoleno duplicitní vyplení, proto celkový počet může být přes 100 %

2 : Dříve samostatná obec, od roku 1985 součást města Sopron.

3 : Dříve samostatná obec, od roku 1950 součást města Sopron, dnes známá jako Kertváros (Zahradní město).

## Výsledky

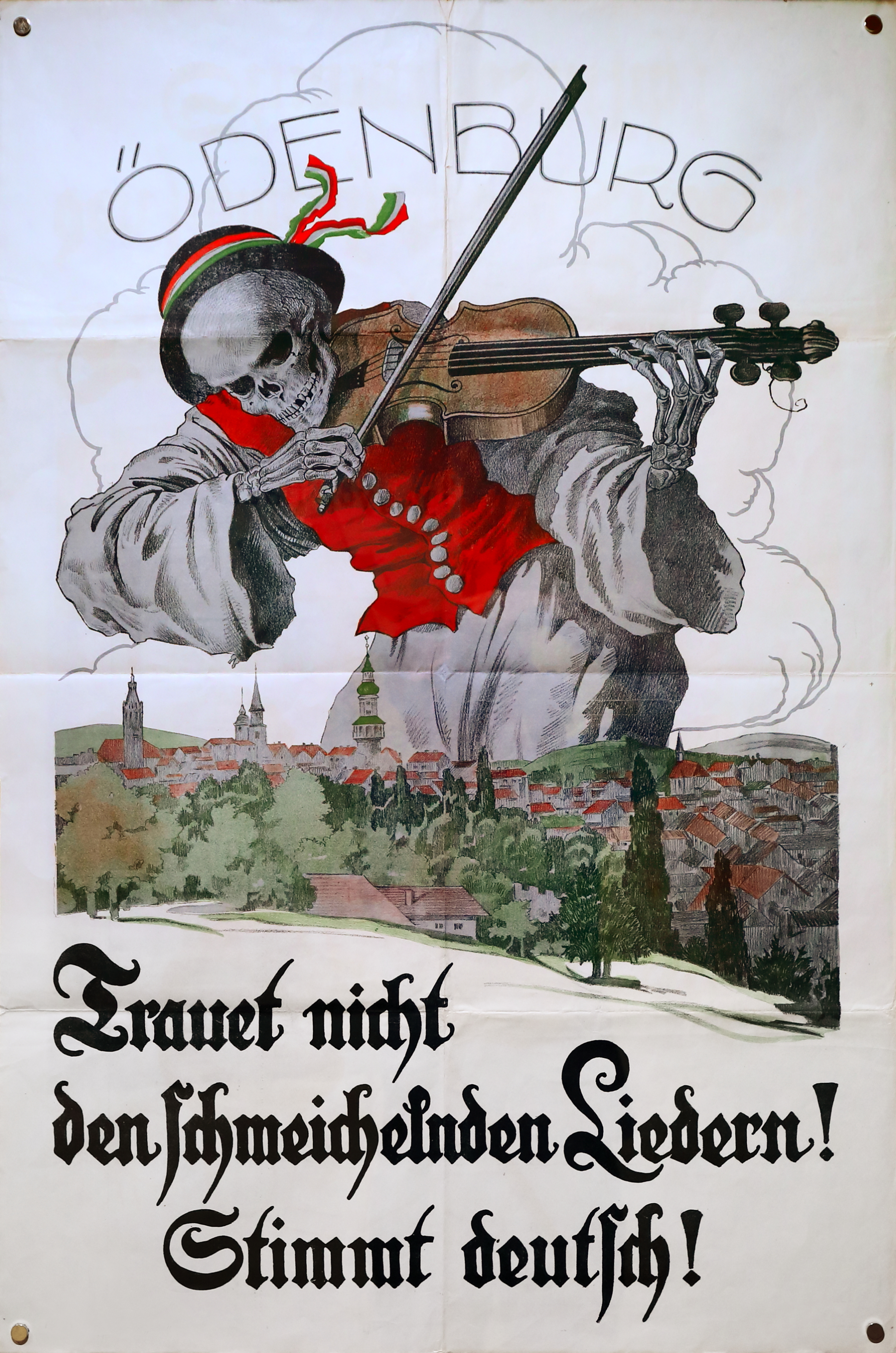
Německý plakát k plebiscitu s nápisem: Nevěř lichotivým písním! Hlasuj německy!

Z celkem 26 879 oprávněných voličů se hlasování zúčastnilo 24 063 obyvatel (volební účast: 89,52 %). Z celkových 23 561 platných hlasů pro Maďarsko hlasovalo 15 334 voličů (65,08 %), pro Rakousko 8 227 voličů (34,92 %). 512 voličů (2,09 %) odevzdalo neplatný hlas. 

### Tabulka výsledků
| Obec           | Celkový počet oprávněných voličů | Celkový počet odevzdaných hlasů | Neplatné hlasy | Maďarsko | Maďarsko | Rakousko | Rakousko | Výsledek |
| Obec           | Celkový počet oprávněných voličů | Celkový počet odevzdaných hlasů | Neplatné hlasy | Počet    | v %      | Počet    | v %      | Výsledek |
| -------------- | -------------------------------- | ------------------------------- | -------------- | -------- | -------- | -------- | -------- | -------- |
| Ágfalva        | 1 148                            | 848                             | 18             | 148      | 17,8     | 682      | 82,2     | Rakousko |
| Balf           | 668                              | 595                             | 17             | 229      | 39,6     | 349      | 60,4     | Rakousko |
| Fertőboz       | 349                              | 342                             | 11             | 257      | 77,7     | 74       | 22,3     | Maďarsko |
| Fertőrákos     | 1 525                            | 1 370                           | 33             | 525      | 39,3     | 812      | 60,7     | Rakousko |
| Harka          | 668                              | 581                             | 9              | 55       | 9,6      | 517      | 90,4     | Rakousko |
| Kópháza        | 948                              | 813                             | 30             | 550      | 70,0     | 243      | 30,0     | Maďarsko |
| Nagycenk       | 1 041                            | 1 039                           | 8              | 1 026    | 99,8     | 5        | 0,2      | Maďarsko |
| Sopron1        | 18 994                           | 17 298                          | 351            | 12 327   | 72,8     | 4 620    | 27,2     | Maďarsko |
| Sopronbánfalva | 1 538                            | 1 177                           | 35             | 217      | 19       | 925      | 81,0     | Rakousko |
| CELKEM:        | 26 879                           | 24 063                          | 512            | 15 334   | 65,1     | 8 227    | 34,2     | Maďarsko |

1: Výsledky za město Sopron zahrnují i městskou část-obec Brennbergbánya.

## Návrat do Maďarska a ohlasy plebiscitu

Znak města Sopron

Na základě výsledků plebiscitu se území města Soprone a zmíněných vesnic znovu stalo integrální součástí Maďarského království. Zákonem číslo XXIX. z roku 1922 byl městu Sopron udělen titul „Civitas fidelissima“ („nejvěrnější město“), který je součástí městského znaku i vlajky.
V souvislosti s maďarským úspěchem plebiscitu v Soproni zahájily i další rakouské obce s převažující maďarskou národností svůj návrat k Maďarsku. V období od 10. ledna do 9. března 1923 se na základě obdobných plebiscitů obce Felsőcsatár (+ Alsócsatár), Hortvátlövő, Mekszikópuszta, Narda, Ólmod, Pornóapáti, Szentpéterfa a Vaskeresztes (Magyarkeresztes + Németkeresztes) opětovně začlenily do Maďarského království. Za iniciativu byl později obci Szentpéterfa udělen titul „Communitas Fidelissima“ („nejvěrnější obec“).